# Dimetildioxirán
A dimetildioxirán (DMDO) az acetonból származtatható dioxirán. Ez az egyetlen gyakrabban használt dioxirán, a szerves kémiai szintézisekben reagensként alkalmazzák.

## Szintézise
A DMDO – instabilitása miatt – kereskedelmi forgalomban nem kapható. Előállítható aceton és kálium-peroxomonoszulfát reakciójával:
A reakció hozama meglehetősen alacsony (a kitermelés általában < 3%), és többnyire csak viszonylag híg (körülbelül 0,15 mol/dm³ koncentrációjú) acetonos oldat állítható elő. Ez azonban nem jelent különösebb problémát, mivel a DMDO-t rendkívül olcsó kiindulási anyagokból szintetizálják: aceton, nátrium-hidrogén-karbonát és kálium-peroxomonoszulfát (kereskedelmi nevén „oxone”). A DMDO frissen készített acetonos oldata fagyasztóban mintegy egy-két hétig tartható el. Gyakori (jellemzően 1H NMR tioanizolos) titrálása szükséges.[forrás?]

## Felhasználása
A DMDO leggyakoribb felhasználása az alkének epoxidokká történő oxidációja. A DMDO fontos előnye, hogy az oxidáció egyetlen mellékterméke az aceton, amely viszonylag ártalmatlan és illékony vegyület. A DMDO-val végzett oxidáció különösen enyhe, olykor olyan oxidációs reakció is végrehajtható vele, mely máskülönben nem lenne lehetséges. Valójában epoxidálásához a DMDO a legjobb reagens, és szinte majdnem minden esetben legalább olyan jó, vagy jobb is, mint a peroxosavak, például a meta-klórperbenzoesav (m-CPBA).
Nagy reakciókészsége ellenére a DMDO az olefinekkel szemben jó szelektivitással rendelkezik. Az elektronhiányos olefinek jellemzően lassabban oxidálódnak, mint az elektronban gazdagok. A DMDO több más funkciós csoportot is oxidál, például a primer aminokat nitrovegyületekké, a tioétereket pedig szulfoxidokká oxidálja. Egyes esetekben a DMDO még a nem aktivált C−H kötést is oxidálja:
A DMDO felhasználható a nitrovegyületek karbonilvegyületekké történő átalakítására is (Nef-reakció).

## Fordítás
Ez a szócikk részben vagy egészben a Dimethyldioxirane című angol Wikipédia-szócikk ezen változatának fordításán alapul.  Az eredeti cikk szerkesztőit annak laptörténete sorolja fel. Ez a jelzés csupán a megfogalmazás eredetét és a szerzői jogokat jelzi, nem szolgál a cikkben szereplő információk forrásmegjelöléseként.